# Claverdon
Claverdon is een civil parish in het bestuurlijke gebied Stratford-upon-Avon, in het Engelse graafschap Warwickshire met 1261 inwoners.

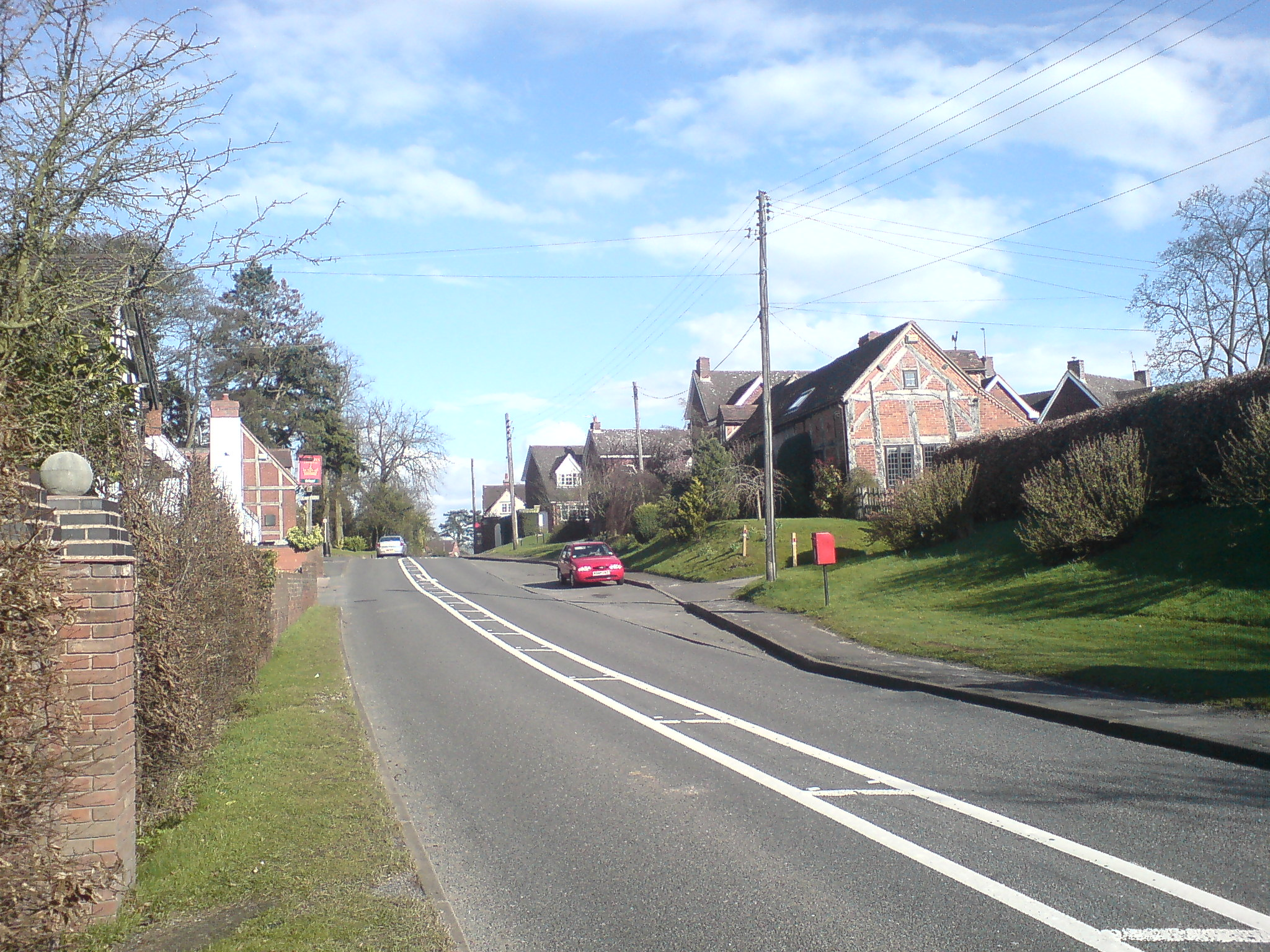
Claverdon
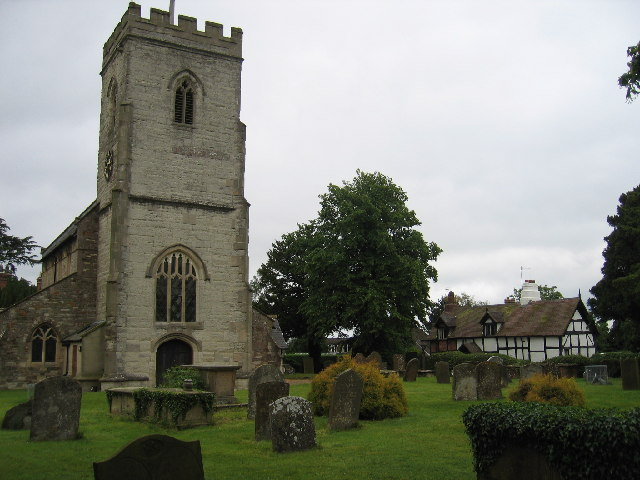
Kerk in Claverdon
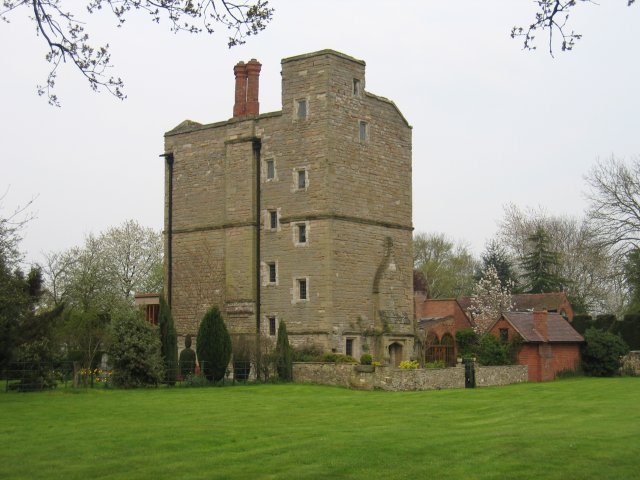
Claverdon Leys